# Eunemorilla effetus
Eunemorilla effetus là một loài ruồi trong họ Tachinidae.